# What Women Want
What Women Want là một bộ phim hài, giả tưởng, lãng mạn của Mỹ do đạo diễn Nancy Meyers, công chiếu vào ngày 15 tháng 12 năm 2000.

## Nội dung
Nick Marshall là giám đốc sáng tạo của công ty quảng cáo Sloane Curtis ở thành phố Chicago. Anh hi vọng mình sẽ được thăng chức nhưng sếp của anh là Dan Wanamaker thông báo rằng ông ta đang thuê nữ chuyên gia Darcy McGuire để mở rộng sức hấp dẫn của công ty đối với phụ nữ. Trong khi đó, cô con gái 15 tuổi của Nick là Alex đang ở cùng anh trong khi vợ cũ của anh đi hưởng tuần trăng mật với người chồng mới. Nick đã thể hiện sự bảo vệ quá mức dành cho Alex khiến cô xấu hổ trước mặt bạn trai.
Darcy giao cho các nhân viên, bao gồm Nick, nhiệm vụ phát triển ý tưởng quảng cáo cho một loạt sản phẩm dành cho phụ nữ mà cô phát trong cuộc họp. Nick về nhà rồi dùng thử những sản phẩm, anh ngã vào bồn tắm trong khi đang cầm máy sấy tóc, bị điện giật và bất tỉnh. Lúc tỉnh lại Nick phát hiện ra anh có một khả năng đặc biệt là nghe được suy nghĩ của phụ nữ. Nhờ vậy mà anh biết được những người phụ nữ trong công ty đều không thích mình. Bác sĩ J.M. Perkins, nhà trị liệu cũ của Nick, khuyến khích anh hãy tận dụng khả năng kỳ diệu này để tạo ra lợi thế trong cuộc sống của anh.
Nick tán tỉnh nữ nhân viên quán cà phê là Lola và quan hệ tình dục với cô. Ở công ty, Nick nghe trộm suy nghĩ của Darcy rồi ăn cắp ý tưởng của cô. Alex đã lạnh nhạt với Nick suốt nhiều năm qua nhưng hai bố con bắt đầu gắn bó hơn khi Nick đưa cô đi mua váy dạ hội. Sau khi biết Alex có ý định ngủ với bạn trai vào đêm vũ hội, Nick đã cho cô một số lời khuyên. Alex nghĩ rằng Nick lại muốn bảo vệ cô quá mức nên từ chối lời khuyên của anh. Lola tìm đến Nick vì nhiều ngày qua cô không thể liên lạc với anh, Nick giả vờ thú nhận rằng anh là người đồng tính để Lola rời đi.
Nick thành công trong việc làm vui lòng những người phụ nữ trong công ty. Anh và Darcy dành nhiều thời gian bên cạnh nhau, ngày càng trở nên lãng mạn. Tuy nhiên, việc Nick ăn cắp ý tưởng của Darcy để phát triển chiến dịch quảng cáo cho thương hiệu Nike đã khiến Darcy bị Dan sa thải. Nick cảm thấy hối hận và thuyết phục Dan thuê lại Darcy, nói rằng ý tưởng quảng cáo hoàn toàn là của cô. Anh bị mất khả năng đặc biệt trong cơn mưa bão khi đang trên đường đến nhà cô thư ký Erin, người có ý định tự sát. Anh dự định cho Erin một vị trí công việc phù hợp với năng khiếu của cô, làm cô vui vẻ hơn. Tại vũ hội, bạn trai của Alex chia tay cô vì cô từ chối quan hệ tình dục, Nick đã đến an ủi con gái, tình cảm hai bố con trở nên tốt đẹp hơn. Sau đó Nick đến thăm Darcy và giải thích mọi chuyện, cô đồng ý tha thứ cho anh và cả hai hôn nhau.